# ウズベク語版ウィキペディア
ウズベク語版ウィキペディア（ウズベクごばんウィキペディア、ウズベク語: Oʻzbekcha Vikipediya/Ўзбекча Википедия）はフリーのオンライン百科事典ウィキペディアのウズベク語版である。ウズベク語版ウィキペディアは2003年12月に設立された。ウズベク語版ウィキペディアの記事はラテン文字を使用して記述されている。2012年8月、閲覧の際にラテン文字による記述をキリル文字による記述へと変換する機能が実装され、現在はラテン文字、キリル文字の両方で閲覧が可能となっている。2013年3月20日、ウズベク語版ウィキペディアの記事数が100,000を突破した。
ウズベク語版ウィキペディアはある時期にはウズベキスタン国内からのアクセスがブロックされたことがある。ブロックの理由とブロックに対する見解が公表されることはなかったが、「ウズベク語版ウィキペディアは、ウズベキスタン政府の政治に批判的な記述が書き込まれたことでブロックされた」と信じている者もいる。また、「ウズベク語版ウィキペディアにおける政府の管轄にある事柄に関する記事内容をウズベキスタン政府が閲覧し、演出の一環としてブロックしたのではないか」と推測する者もいる。ブロック方法はさほど強力ではなく、現在ではHTTPSを通してウズベク語版ウィキペディアにアクセスすることが可能になっている。
ウズベキスタンには約900万人のインターネットユーザーがいるが、ウズベク語版ウィキペディアの記事数は296,718にとどまっている。ウズベク語版ウィキペディアにはまだ活動が活発なユーザーが少なく、現在存在する記事にも出典がつけられているものは少ない。

## ポリシー
ウズベク語版ウィキペディアでは、記事は基本的にラテン文字を使用して記述されるが、ウズベク語は歴史的にラテン文字以外の文字を使用して記述されてきた。1928年以前は、ウズベク語はアラビア文字を使用して記述されていた。1928年から1940年までは現在と同じ、ラテン文字をベースにしたアルファベットが用いられていた。1940年より、ウズベキスタンではキリル文字が使用されるようになり、キリル文字の使用は1993年まで続いた。
ソビエト連邦崩壊後、ラテン文字をベースにした新アルファベットが制定された。現在は、学校教育や大学の教科書、新聞などほとんどの公式文書ではラテン文字が使用されている。2004年以降、複数の公式サイトがウズベク語の文章を掲載する場合に使用する文字をラテン文字へと切り替えた。しかし、国内では未だにキリル文字が広く使用されており、特に国外に住むウズベク人の間で使用される傾向が強い。
ウィキペディア日本語版ではページの移動や記事の一時的な保護、ファイルのアップロードを行う際には登録利用者であることが必要であるが、ウズベク語版ウィキペディアではこれらの行為に関して特に規定は設けられていない。現在、ウズベク語版ウィキペディアの管理者は8人である。

## 内容
ウズベク語ウィキペディアではまだ現代のウズベキスタンの政治に関する項目が少ない。記事の多くは娯楽やスポーツに関するものである。現在記述が充実している記事としては、アリー・シール・ナヴァーイー、哲学、韓国、クリスティアーノ・ロナウド、星、テヘランなどが挙げられる。
ウズベク語版ウィキペディアの記事数は2012年6月5日に10,000に到達した。記念すべき10,000個目の記事は方位磁針に関するものであった。1か月後の7月5日には記事数が20,000を超えた。これは主にウェブサイトのブロックに関する警告が続いていたため、ボットの編集によるものであった。2012年11月8日には記事数が50,000を超えた。50,000個目の記事は二次方程式に関するものであった。100,000個目の記事は労働力に関するものであった。ウズベク語版ウィキペディアの現在の記事数は296,718である。

## 統計
| 記事数集計 | 記事数集計    |
| 記事数     | 日時          |
| ---------- | ------------- |
| 100        | 2006年1月15日 |
| 500        | 2006年5月24日 |
| 1,000      | 2006年5月28日 |
| 2,000      | 2006年8月15日 |
| 4,000      | 2006年8月17日 |
| 7,000      | 2009年1月17日 |
| 10,000     | 2012年6月5日  |
| 15,000     | 2012年6月19日 |
| 20,000     | 2012年7月5日  |
| 30,000     | 2012年7月31日 |
| 40,000     | 2012年8月27日 |
| 50,000     | 2012年11月8日 |
| 100,000    | 2013年3月20日 |

## ウィキペディアへのアクセスブロック
ウズベキスタン政府はネット検閲を行うことで悪名高い。国境なき記者団はジャーナリズムに対して統制を行なっている国家の一つとしてウズベキスタンを挙げており、インターネットの敵と呼んでいる。OpenNet Initiativeによれば、ウズベキスタンは独立国家共同体の中で「最も広範囲にわたってフィルタリングやネット検閲を行なっている」。政府による検閲は単にウェブサイト上の内容にとどまらず、個人によるインターネットアクセスも監視されている。ウズベキスタン政府が批判の対象となる幾つかの記事、アンディジャン事件や綿花栽培における子供の強制労働、女性の強制断種、人権や社会情勢、ウズベキスタン経済の実態に関する情報、ウズベキスタン大統領イスラム・カリモフと彼の娘のプライベート、ウズベキスタンの人々の困窮、社会不安などに関する記事は検閲が行われている。
ウズベキスタンでは、ウィキペディア全体への国内からのアクセスが拒否されたことが2007年と2008年の2回ある。ウズベク語版ウィキペディアは2011年の9月から10月初旬にかけて断続的にブロックが行われたが、2012年2月16日のブロックに関するRFE/RLの報告書によれば、国際的な通信社がブロックを感知したのは2012年2月後半のブロックのみである。ブロック時、ウズベク語版ウィキペディアへとアクセスを試みたウズベキスタン国内のインターネットユーザーは自動的にマイクロソフトのmsn.comへと飛ばされる仕組みになっていた。しかし、他言語版のウィキペディアへはアクセスが容易であり、ウズベク語版の記事へのアクセスのみが規制されていた。ブロック方法はさほど強力ではなく、現在ではHTTPSを通してウズベク語版ウィキペディアにアクセスすることが可能になっている。
2008年、ウズベク語版ウィキペディアのミラーサイトが立ち上げられた。(wiki.zn.uz)このミラーサイトは2012年6月以降ダウンしたままである。ミラーサイトはウズベキスタンのインターネットユーザーが使用するトラフィックの量を軽減するために作成された。